# بحر اريترا

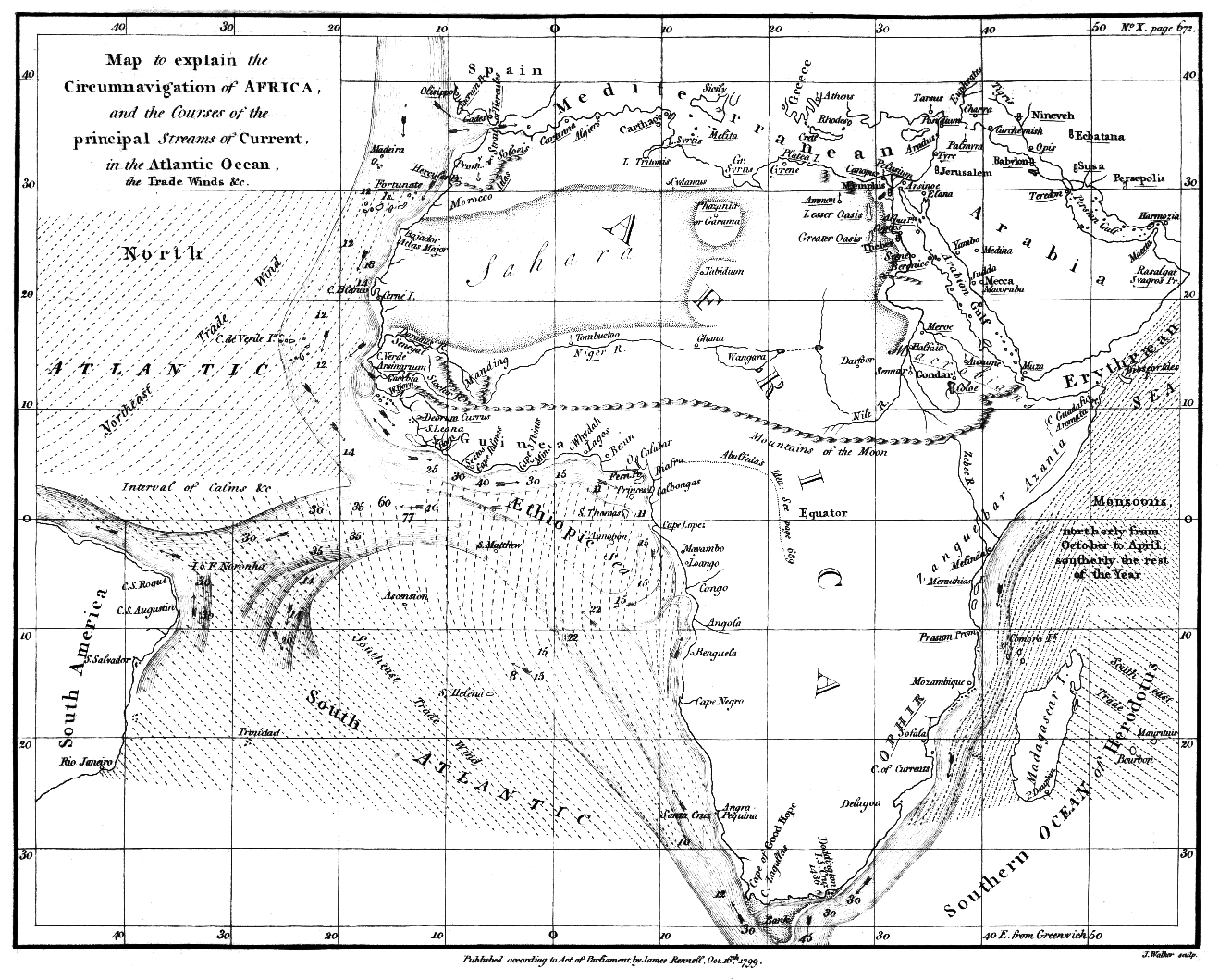
خريطة تبين البحر الاحمر قبالة القرن الافريقى عام 1799.

بحر اريترا هو الاسم القديم للمحيط الهندي، هو الاسم في علم رسم الخرائط القديم لجسم من المياه يقع بين القرن الأفريقي وشبه الجزيرة العربية. والاسم عفا عليه الزمن الآن.